# Eppertshausen
Eppertshausen è un comune tedesco di 6 340 abitanti,, situato nel Land dell'Assia.